# 岩手日報IBCニュース
『岩手日報IBCニュース』（いわてにっぽうアイビーシーニュース）は、IBC岩手放送におけるラジオ・テレビニュースの名称である。かつては『岩手日報ニュース』（いわてにっぽうニュース）の名称を使用していた。

## 概要
同社が岩手県を代表する地方紙『岩手日報』との関係が特に強いことからこの名がつけられている。あくまで名称のみで、岩手日報は番組制作に深く関与しているわけではない。青森放送の『東奥日報ニュース』などと同様、テレビ版はローカルニュースのみであるが、ラジオ版は全国ニュースも織り交ぜて放送している。

### テレビ版
定時放送時のテーマ曲は、歴代通して同局で夕方放送の『IBCニュースエコー』（以下、『Nエコー』）の短縮版もしくはアレンジ版が用いられており、同番組のリニューアルと連動してタイトルバックとともに改変されることが通例となっている。2006年10月の地上デジタル放送開始に伴う『Nエコー』の改変以後、長らくタイトルバックとテーマ曲の改変が行われていなかったが、2013年春、6年半ぶりに改変が行われたほか、14時台に2010年3月に廃枠となった平日午後の放送が3年ぶりに復活した（復活当初は月曜 - 木曜だったが、15時台移動の際に金曜の放送も復活した）。
現在『Nエコー』とはスタジオおよびセットが異なるものの、以前はセットを共用していたため、この番組の時だけ背後に『IBC NEWS』などと描かれた衝立を置いて差別化していた。また元来、番組内の見出しテロップのフォーマットはIBC独自のものを長らく使っていたが、2009年春の改編から全面的にTBSと同様のフォーマットを使っている。
なお、地上デジタル放送開始後のしばらくの間、タイトルが『IBC NEWS』（協力：岩手日報）に改められていたことがある。また、番組本編のハイビジョン化は平日昼・午後が2007年7月（『Nエコー』も同時期）、土日と全日夜が2009年3月と、全面ハイビジョン化までに時間がかかった。

## 放送時間

### テレビ版
朝
- 放送なし
  - 月曜 - 金曜の『THE TIME,』内に設けられているローカル枠で県内ニュースが放送されることはなく、6時台の2枠は気象情報（地震等の緊急事態発生時は関連ニュースに差し替え）、7時台の枠では『6chモ〜ニング』、またはゴールデンタイムの番組や自社制作番組の番宣を放送している。
  - 土曜・日曜の『JNNニュース』のローカル枠も気象情報のみの放送（日曜は気象情報の後に関東のニュースをローカル差し替えなしでそのまま放送）。
  - かつては、『JNNおはようニュース&スポーツ』や『朝のホットライン』等のローカル枠で毎日、県内ニュースが放送されていた。

昼
- 月曜 - 金曜は『ひるおび』内で11:50から放送。
- 土曜は11:54頃、日曜は11:35頃から、ともに『JNNニュース』内で放送。
  - タイトルは流れないが、単独放送時と同様のフォーマットで放送している。また、日曜日は11:40より天気予報を独立番組として放送。

平日午後
- 月曜 - 金曜 15:40 - 15:43
  - ニュースを1本 - 2本放送後、当日の『Nエコー』予告を放送（一時期は天気予報も内包されていた）。
  - 一時期、土曜にも放送されていた時期があった。当該枠内にて『Nエコー』の予告は2004年から開始。
  - 2019年4月1日より『ゴゴスマ〜GO GO!Smile!〜』のネット開始に伴い、同番組の終了後にステーションブレイクなしで接続して放送。

土曜・日曜夕方
- 土曜 17:44 - 17:48
  - 『報道特集』に内包、番組の進行状況により放送時間は若干変動する[5]。気象情報は18:50から独立番組として放送。
- 日曜 17:44 - 17:54
  - 2011年10月より『Nスタ日曜版』の第1部と2部のつなぎ番組（フロート番組）として放送。

夜
- 土曜・日曜 21:54 - 21:56
  - 本編終了後に天気予報を放送。
  - 土曜・日曜深夜の「S☆1」内のローカルニュース枠で県内ニュースが放送されることはなく、関東のニュースをローカル差し替えなしでそのまま放送[6]。
  - 20:54の「JNNフラッシュニュース」枠は通常、TBS発の全国ニュースを放送しているが、緊急事態発生時はその関連ローカルニュースに差し替えとなる場合がある[7]。
  - 1986年10月から1年間、平日に放送された「ネットワークJNN」のローカル枠では県内ニュースを放送していた。
  - 2013年4月の改編で、月曜 - 木曜の放送（23:45 - 23:50）が廃止。当該枠は放送時間を23:53 - 23:58に変更し、気象情報のみの放送となる。2014年3月21日に金曜（21:54 - 21:56）の放送も終了。

### ラジオ版
- 夏の高校野球岩手大会実況中継をIBCラジオが放送していた時代は、その期間（毎年7月中旬 - 下旬）は13・14・15時台が休止となっていた。
- JNN記者リポート&上りニュースの音声が通常のIBC自社制作定時ニュース（岩手日報IBCニュース）で流れる事は無いが、大災害発生時はJNN報道特番の音声がIBCテレビと同時放送で流れたり（JNN報道特番で放送された）、IBC記者&局アナのリポート音声がIBCラジオの（IBC自社制作）報道特番で時差放送される事がある。

平日
- 6:32（「地球まるごとホットメニュー」よりコーナー名変更、2009年3月30日より） / 7:00（交通情報を含む、交通情報は7:30より枠移動） / 7:40（スポーツニュース、7:35より枠移動） / 8:14（交通情報を含む） / 9:00 / 10:00（「朝からRADIO」に内包）
- 11:00 / 12:00（独立番組として放送）
- 13:05[8] / 14:00 / 15:00 / 16:00（ワイドステーションに内包）
- 18:00（独立番組として放送）
  - 生島ヒロシのおはよう一直線内の5:55は2009年3月27日に終了し、同年3月30日からは番組宣伝CMが3分間流れている。

土曜
- 7:00 / 11:00 / 12:50[9] （独立番組として放送、12時台は交通情報を含む）
- 14:00（神山浩樹ののびのびサタデーに内包）
- 15:05 / 16:00（大塚富夫のタウンに内包）
- 17:55（独立番組として放送）
  - 9時台・13時台のニュースは2010年4月3日、8時台のニュースと交通情報は2022年3月26日の放送をもって終了。

日曜
- 11:00[10] / 12:50（独立番組として放送）
- 15:00 / 16:00（「のりこの週刊おばさん白書」に内包、岩手競馬シーズンは時間変動がある）
- 18:25（独立番組として放送）[11]
  - 2024年3月31日をもって7:00（独立番組として放送）・8:55（地方創生プログラム ONE-Jに内包）の枠が廃止され、12:00の枠は12:50に移設された。同4月7日以降、8:55の枠は今井日奈子のアナウンスによる『4M Music』を放送。

変遷
- 以前は月曜 - 土曜 22:30 - 22:40、日曜 23:00 - 23:10にも岩手日報IBCニュースが存在したが、2005年春の日曜廃止をもって全てラジオ版は全ての曜日において18時台が最終便という形に変わり、日中のニュースデスク担当アナがそのまま遅番勤務という形になった（21:54のテレビニュースまで担当）。
- 「朝からRADIO」が始まった2006年春からは局アナのニュース早番勤務が一時的に復活した。ただ、人件費削減の観点から、11月からは全ての曜日がパネット所属の女性フリーアナ（IBCアナウンス部OG）が早番ニュース勤務に赴いている（平日は11:00まで、土日は12:00まで担当。テレビ画面への顔出しはしない）。2007年1月からの早番は週の前半（月・火・水）が局アナ、後半（木・金・土・日）が女性フリーアナという体制になった。その後女性フリーアナウンサーの担当は土・日のみとなり[12][13]、局アナが早番を担当することはなくなり、『朝からRADIO』担当者が自らニュースを読むようになった。独立番組扱いの枠については、その日の各番組担当アナウンサーが午前や正午・夕方のニュース読みも兼任するケースが多く（『ワイドステーション』内では13時台のニュースを除きパーソナリティが自ら担当）、定時ニュースに専従するアナウンサーは1日1名程度になっている。
- 平日夕方は、『イヴニングナビゲーション』開始前までは17:46から放送されていた。同番組開始後は18時台に移行。
- 現在はニュースを読んだ後に「担当は○○でした」（○○は苗字）と言うが、90年代初め頃までは番組冒頭でフルネームを名乗ってからニュースを読んでいた。

（例）「こんにちは○○○○です。岩手日報ニュースをお伝えします」

## 関連番組
- Nスタ
  - ニュースエコー
- JNNニュース
- 報道特集
- S☆1
- イヴニングナビゲーション
- イブニングジャーナル